# Bloody Vinyl Mixtape
Bloody Vinyl Mixtape è il primo mixtape del DJ producer italiano Slait, pubblicato il 2 dicembre 2012 dalla Machete Empire Records.

## Tracce
1. DJ Slait – Intro – 1:16
2. En?gma, Salmo – 99 problemi Remake – 1:54
3. Nitro, DJ Slait – We Takin It Back – 2:41
4. Enigma, DJ Rave – Fotte Nada – 1:31
5. Fratelli Quintale – Toro Loco – 2:14
6. Hell Raton, BigFoot – The End of Everything – 2:20
7. Enigma – Yoshimitzu – 2:00
8. Enigma – Stonehedge – 1:50
9. MadMan – Andrea Diprè (Freestyle) – 1:44
10. Nitro – MTV Spit Remix – 1:45
11. Enigma – Plenilunio – 3:30
12. Bloody Vinyl Mix Part I – 20:57
13. Bloody Vinyl Mix Part II – 16:18